# 旭市消防本部
旭市消防本部（あさひししょうぼうほんぶ）は、千葉県旭市の消防部局（消防本部）。管轄区域は旭市全域。

## 概要
- 消防本部：旭市イ2953-1
- 管内面積：129.91km2
- 職員定数：138人
- 消防署1カ所、分署3カ所
- 主力機械（2019年4月1日現在）
  - 普通消防ポンプ自動車：5
  - 水槽付消防ポンプ自動車：4
  - はしご付消防自動車：1
  - 化学消防自動車：1
  - 救急自動車：5
  - 指揮車：1
  - 救助工作車：1
  - 調査広報車：3
  - 指令車：1
  - 搬送車：1
  - 支援車：1
  - 連絡車：1
  - 小型連絡車：5

【主力機械に関する参考文献：令和元年版消防年報（旭市消防本部）】

## 沿革
- 1970年10月3日　旭市、香取郡干潟町、海上郡海上町及び飯岡町の1市3町により旭市外三町消防組合を設立し、旭市外三町消防組合消防本部及び旭消防署を開設する。
- 2005年7月1日　旭市、干潟町、海上町および飯岡町が新設合併して新・旭市が発足する。
  - 旭市外三町消防組合は解散し、旭市消防本部および旭市消防署を開設する。

## 組織
- 本部：総務課、予防課、警防課、指令課
- 消防署

## 消防署
| 消防署     | 住所     | 分署                                        |
| ---------- | -------- | ------------------------------------------- |
| 旭市消防署 | イ2953-1 | 飯岡：萩園1800 海上：高生1 干潟：南堀之内17 |

## 不祥事
- 2013年3月13日 - 旭市消防署の男性消防司令（49歳）が、女性職員（38歳）にセクハラやパワハラ行為を繰り返していたとして、消防本部は、男性消防司令を停職3ヵ月の懲戒処分にした。男性消防司令は2010年4月ごろから、署内の休憩スペースなどで、女性職員に肩や足をもませたり抱きつく行為を繰り返していた[1]。
- 2016年7月 - 消防署分署に勤務する男性中隊長（41歳）が、部下の男性隊員の書類の不備を注意する際に「腕立て伏せ千回」を命じた。男性隊員は600回ほど行った上で中止を言い渡されたという。関係者から指摘があり、同本部は市側と対応を協議。「パワーハラスメントと捉えられても否定しがたい」として中隊長を消防長による訓告処分とし、上司に当たる副署長（兼・分署長）、同本部の次長2人の計3人を厳重注意処分とした。消防長も市長から厳重注意処分を受けた[2]。
- 2019年8月18日 - 旭市消防署の男性消防隊員（29歳）が、8月18日午後6時50分ごろ、旭市井戸野の市道で、乗用車を酒気帯び運転。コンビニの駐車場で接触事故を起こしたことから発覚した。千葉県旭警察署は道路交通法違反（酒気帯び運転）の現行犯で男性消防士を逮捕。調べに対し男性消防士は「飲酒運転したことは間違いない」などと被疑事実を認めている[3]。